# Phytometra rhodarialis
Phytometra rhodarialis là một loài bướm đêm thuộc họ Erebidae. Nó được tìm thấy ở Missouri, miền nam Ontario, và New Hampshire, phía nam đến Florida và Texas, possibly only as stray northward.
Sải cánh dài khoảng 20 mm. There are two hoặc more generations in Ohio và New Jersey và more generations southward.
Ấu trùng ăn các loài Polygala. Ấu trùng ăn Polygala lutea và Polygala mariana. == Liên kết ngoài ==
- Owlet Caterpillars of Eastern Bắc Mỹ (Lepidoptera: Noctuidae) Lưu trữ ngày 27 tháng 9 năm 2011 tại Wayback Machine
- Bug Guide
- Images